# Phanerophlebiopsis blinii
Phanerophlebiopsis blinii là một loài thực vật có mạch trong họ Dryopteridaceae. Loài này được (H. Lév.) Ching miêu tả khoa học đầu tiên năm 1965.